# 요피엘

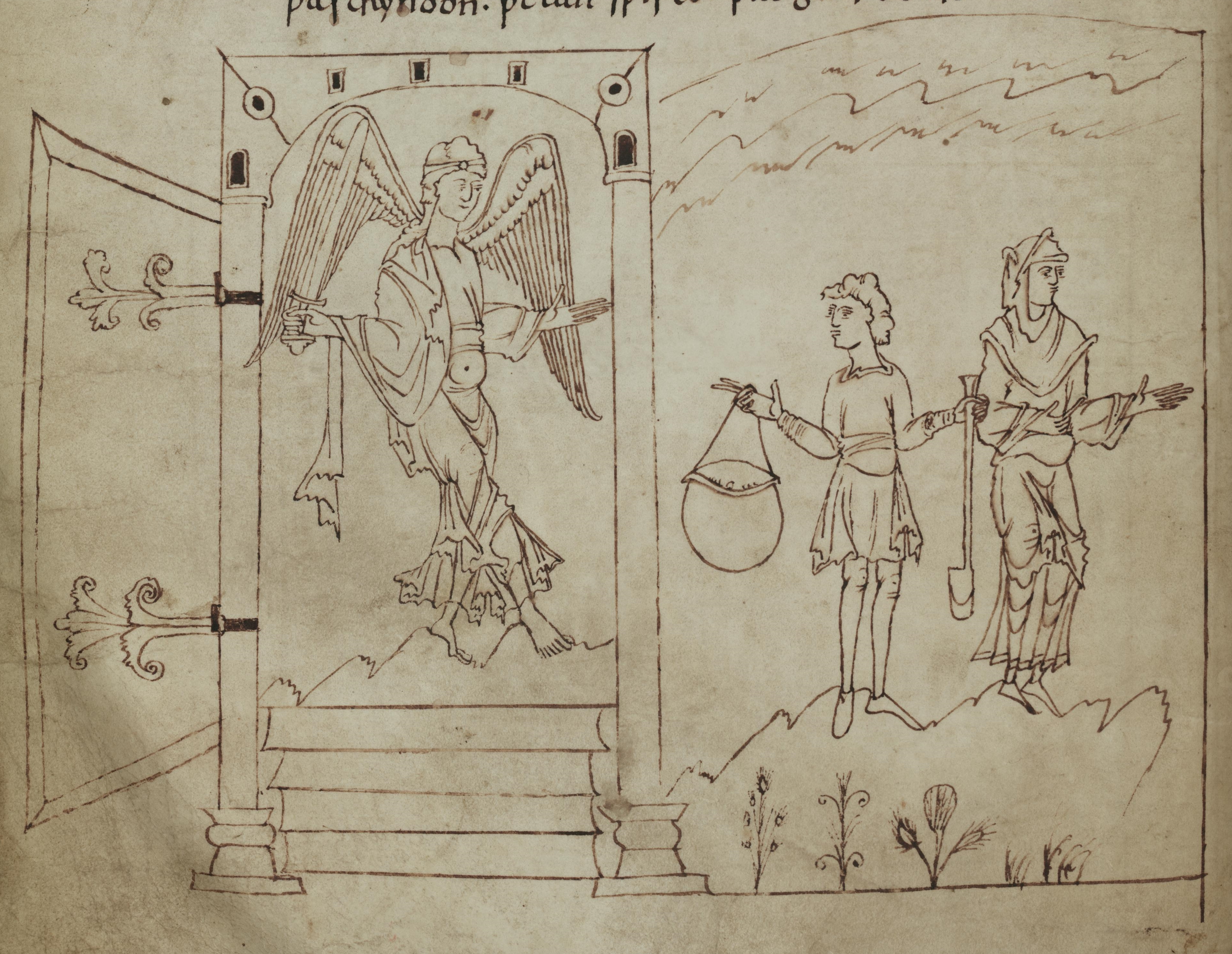
아담과 이브를 낙원의 밖에 데리고 나가는 요피엘

요피엘(히브리어:יופיאל)은 '구약 성서'에 등장하는 지천사의 하나이다.
이오피엘, 조피엘, 죠피엘 등으로도 불리며 영어 표기도 Iophiel, Iofiel, Jofiel, Yofiel, Youfiel, Zophiel 등 다수 있다.

## 개요
지천사의 지도자로서 자리 매김되고 있어 '에제키엘서'에서는 네 개의 얼굴, 네 개의 팔, 네 살의 날개를 가진 자라 한다.
그 이름은 '신의 미'를 의미하고 있으며, 목성의 천구층에 관련해, 카발라의 낡은 자료와 마법진을 이용해 아그립파가 정한 인텔리젼스의 천사의 이름이기도 하다.
아담과 이브를 낙원의 밖에 데리고 나갔다고 여겨지는 천사라고 말해지며 메타트론의 동료의 1명으로서 천사의 503 군단을 지휘했다고도 된다.

## 같이 보기
- 신학 속 천사 목록
- 에제키엘서